# Uttiya
Uttiya fou rei de Sri Lanka (267 a 257 aC) successor del seu germà gran Devanampiya Tissa.
El predicador Mahinda, que havia renunciat al tron del seu pare per dedicar-se al sacerdoci, va morir a Mihintale el 258 aC. Es van fer set dies de dol. El seu taüt va ser depositat al temple Maha Vihara. Moltes relíquies foren distribuïdes pel rei entre les dagobes de Mihintale i altres vihares. Sanghamitta, la seva germana, va morir el mateix 258 aC a Hathalhaka.
Uttiya va morir l'any següent (257 aC) i el va succeir el seu germà petit Mahasiva.